# Okręg wyborczy Finchley and Golders Green
Okręg wyborczy Finchley and Golders Green powstał w 1997 roku i wysyła do brytyjskiej Izby Gmin jednego deputowanego. Położony jest na północ od centrum Londynu.

## Deputowani do brytyjskiej Izby Gmin z okręgu Finchley and Golders Green
- 1997-2010: Rudi Vis, Partia Pracy
- 2010–2024: Mike Freer, Partia Konserwatywna
- 2024- : Sarah Sackman, Partia Pracy[2]